# Jean Biancucci
Jean Biancucci (Cuttoli-Corticchiato, Còrsega del Sud, 1948) és un polític cors. Treballa com a artesà ganiveter. Fou un dels fundadors d'A Cuncolta Naziunalista i fou escollit membre de l'Assemblea de Còrsega a les eleccions de 1992 dins les llistes de Corsica Nazione. El 1997 abandonà ACN per a fundar el grup més possibilista Scelta Nova, que s'integraria dins el Partit de la Nació Corsa, amb el qual fou escollit conseller a les eleccions a l'Assemblea de Còrsega de 2004.